# Anapaike
Anapaike este un sat situat în partea de est a Surinamului, pe râul Lawa, la granița cu Guyana Franceză.  Localitatea își trage numele de la numele unui șef de trib al populației Wayana. Se mai numește și Kawemhaken (cuvânt băștinaș).